# الحرس الوطني (روسيا)
الهيئة الفيدرالية لقوات الحرس الوطني للاتحاد الروسي وتُعرف اختصاراً بالحرس الوطني الروسي (بالروسية: Федеральная служба войск национальной гвардии Российской Федерации) هي مؤسسة فيدرالية للسلطة التنفيذية لروسيا الاتحادية أُسست في 5 أبريل 2016.
تم إنشاء الحرس الوطني الروسي على قاعدة قوات الأمن الداخلي الروسية وتُعتبر من القوات شبه العسكرية التابعة للدولة التي يحق لها الحصول على أسلحة عسكرية.

## المهام

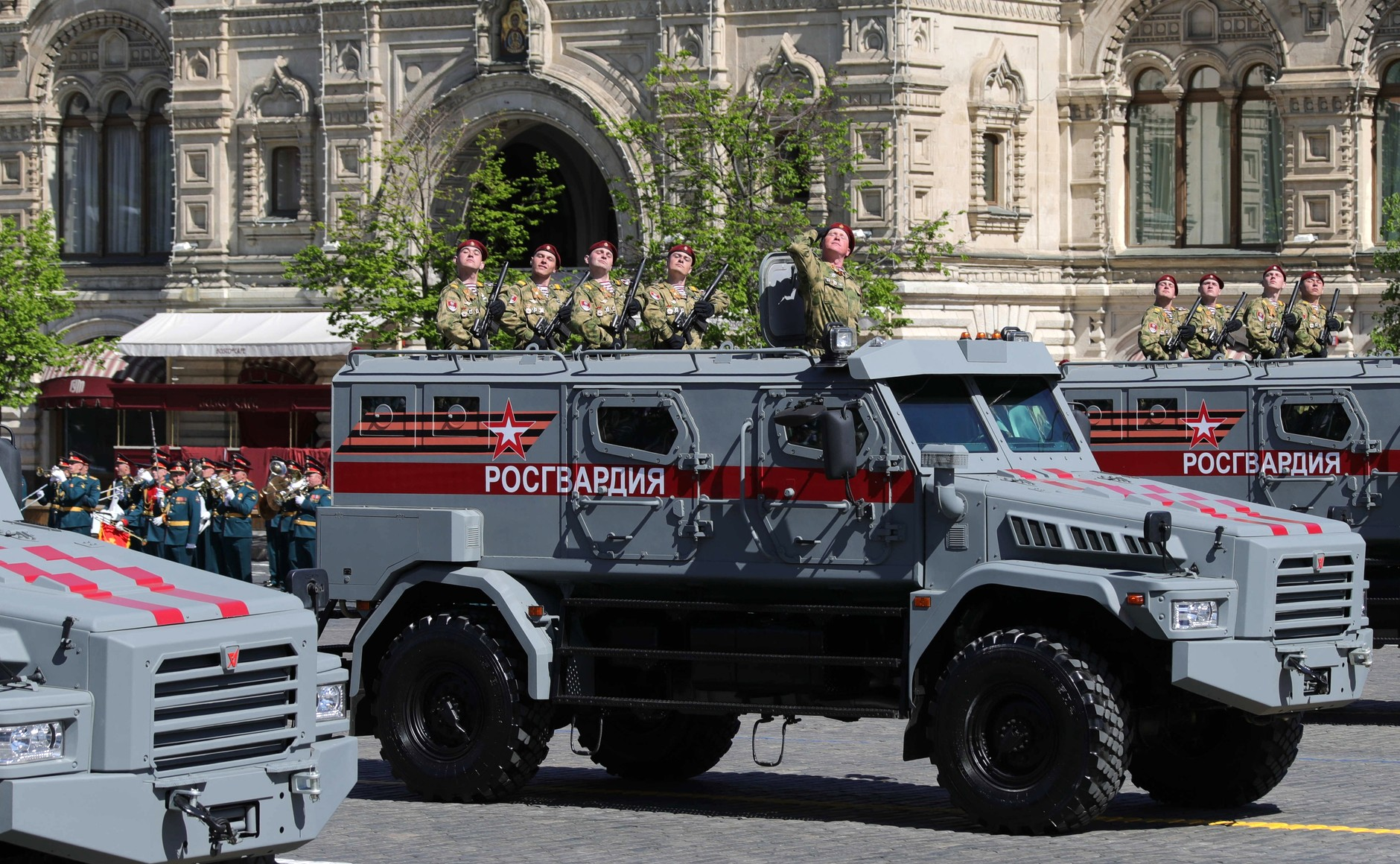
سيارة مصفحة لقوات الحرس الوطني في الساحة الحمراء في موسكو اثناء موكب يوم النصر.

وفقًا للمادة 2 من القانون الاتحادي N 226-FZ الصادر بتاريخ 3 يوليو 2016 «بشأن قوات الحرس الوطني للاتحاد الروسي»، فإن المهام الرئيسية هي:
1. المشاركة في حماية النظام العام وضمان السلامة العامة.
2. حماية مرافق الدولة المهمة، والحمولات الخاصة، وهياكل التواصل وفقًا للقوائم المعتمدة من قبل حكومة الاتحاد الروسي.
3. المشاركة في مكافحة الإرهاب والتطرف.
4. المشاركة في تنفيذ أنظمة حالة الطوارئ والأحكام العرفية والنظام القانوني لعملية مكافحة الإرهاب.
5. المشاركة في الدفاع عن أراضي الاتحاد الروسي.
6. مساعدة سلطات الحدود التابعة لجهاز الأمن الفيدرالي في حماية حدود الاتحاد الروسي.
7. رقابة فيدرالية (إشراف) على تنفيذ تشريعات الاتحاد الروسي في مجال تداول الأسلحة وفي مجال الأمن الخاص وأنشطة المباحث الخاصة، وكذلك ضمان سلامة مباني الوقود والطاقة، مراقبة أنشطة الوحدات الأمنية للكيانات القانونية ذات المهام القانونية الخاصة ووحدات الأمن في الإدارات المختفلة.
8. حماية المرافق المهمة والحساسة بشكل خاص، والمرافق الخاضعة للحماية الإجبارية من قبل قوات الحرس الوطني، وفقًا للقائمة المعتمدة من قبل حكومة الاتحاد الروسي، وحماية ممتلكات الأفراد والشركات بموجب عقود.
9. بقرار من رئيس الاتحاد الروسي، ضمان أمن كبار المسؤولين في الكيانات المكونة للاتحاد الروسي (رؤساء الهيئات التنفيذية العليا لسلطة الدولة في الكيانات المكونة للاتحاد الروسي) وغيرهم من الأشخاص.

بناءاً على القرار المشترك للحرس الوطني الروسي ووزارة الشؤون الداخلية لروسيا بتاريخ 28 سبتمبر 2018 رقم 430dsp / 635dsp «بشأن الموافقة على تنظيم التفاعل بين قوات الحرس الوطني لروسيا الاتحادية مع وزارة الشؤون الداخلية للاتحاد الروسي وهيئاتها الإقليمية في أداء مهام حماية النظام العام وضمان السلامة العامة»، يمكن للحرس الوطني الروسي أن يشارك في حماية النظام العام وتسيير دوريات في الشوارع بناءً على طلب الهيئات الإقليمية التابعة لوزارة الشؤون الداخلية و‌جهاز الأمن الفيدرالي.

## رد الفعل والتقيمات

### رد الفعل الرسمي
في 5 أبريل 2016، قال المتحدث باسم الرئاسة الروسية ديمتري بيسكوف إن إنشاء الحرس الوطني، الذي سيحل محل القوات الداخلية التابعة لوزارة الشؤون الداخلية الروسية، لا علاقة له بأزمة الثقة في هياكل الأمن الأخرى.
في 18 مارس 2020، وقّع الرئيس فلاديمير بوتين على قانون اتحادي بشأن الاختبار الإلزامي لجهاز كشف الكذب عند التجنيد للخدمة في الحرس الروسي والتعيين في مناصب قيادية.

### رد الفعل الأجنبي
اعتبرت شركة الاستخبارات والتحليل الأمريكية ستراتفور إنشاء الحرس الوطني كمحاولة من قِبل الرئيس فلاديمير بوتين لحماية نفسه من عدم الولاء المحتمل من وكالات إنفاذ القانون الأخرى، بما في ذلك القوات المسلحة، «في حالة حدوث انقلاب».

## الحرس الوطني في دول أخرى
- الولايات المتحدة — الحرس الوطني الأمريكي.
- أوكرانيا — الحرس الوطني الأوكراني.

## مقالات ذات صلة
- وزارة الشؤون الداخلية (روسيا)

## وصلات خارجية
- الموقع الرسمي للحرس الوطني الروسي